# Правительство Гоа
Правительство штата Гоа — высший орган управления индийского штата Гоа. Является однопалатным законодательным органом, состоящим из сорока членов законодательного собрания Гоа, предводимых Главным министром Гоа (англ. Chief Minister), являющегося начальником всех исполнительных властей штата. На данный момент главой кабинета министров Гоа является Манохар Паррикар, принесший клятву верности на посту 9 марта 2012 года.

## Описание
Правительство состоит из партии коалиции, получившую большинство мест на государственных выборах. Губернатор назначается Президентом Индии. Роль губернатора, по большей части, является церемониальной, но является основной решающей силой при решении вопроса о том, кто именно будет формировать следующее правительство или законодательное собрание на ближайшие несколько лет. После установления стабильного управления в стране, за последние тридцать лет штат имеет дурную славу одного из самых политически непредсказуемых и нестабильных; за последние пятнадцать лет, между 1990 и 2005 годами, в Гоа сменилось четырнадцать кабинетов правительств.
На выборах 2012 года победу одержала националистическая партия «Бхаратия джаната» (БДП), превзошедшая правительство Индийского Национального Конгресса в Гоа, ведомое Главой кабинета Дигамбаром Каматом. Альянс под командованием BJP получил на тех выборах 24 места из 40, из них сама партия «Бхаратия Джаната» заняла 21 место, и партия Maharashtrawadi Gomantak заняла 3 места.